# Tectoy
Tec Toy S.A., que cotiza como Tectoy desde finales de 2007, es una empresa brasileña de juguetes y electrónica con sede en São Paulo. Es conocido por producir, publicar y distribuir consolas y videojuegos Sega en Brasil. La empresa fue fundada por Daniel Dazcal, Leo Kryss y Abe Kryss en 1987 porque Dazcal vio la oportunidad de desarrollar un mercado para juguetes electrónicos y videojuegos, categorías de productos que los competidores no vendían en Brasil en ese momento. Las acciones de la empresa cotizan en Bovespa.
Poco después de su fundación, Tectoy completó un acuerdo de licencia con Sega que le permitió comercializar un juego de pistola láser basado en el anime japonés Zillion, que vendió más unidades en Brasil que en Japón. Más tarde, Tectoy llevaría Master System y Mega Drive a la región, así como las posteriores consolas de videojuegos de Sega y el servicio Sega Meganet. Otros productos desarrollados por Tectoy incluyen juguetes educativos como Pense Bem, máquinas de karaoke y juegos originales Master System y Mega Drive lanzados exclusivamente en Brasil, como Férias Frustradas do Pica-Pau y traducciones al portugués y versiones alternativas de videojuegos. A lo largo de su historia, Tectoy se ha diversificado para incluir más productos electrónicos, como reproductores de DVD y Blu-ray y la consola Zeebo. Si bien en ocasiones tuvo éxito, la compañía también se sometió a una reestructuración de deuda en 2000 y acciones para consolidar sus dos ofertas públicas de acciones en una.
A Tectoy se le atribuye el éxito continuo de las consolas Sega en Brasil mucho más allá de su vida útil en todo el mundo. En un momento, Tectoy tenía una participación de mercado del 80% de los videojuegos en Brasil. Tectoy continúa produciendo consolas dedicadas "plug and play" modeladas a partir del Master System y Genesis hasta el día de hoy, que continúan compitiendo en popularidad con los sistemas más modernos de Microsoft, Nintendo y Sony.

## Historia
Tectoy fue fundada el 18 de septiembre de 1987 en el barrio de Água Branca de la ciudad de São Paulo por el ingeniero Argentino Daniel Efraim Dazcal, con el fin de desarrollar y producir juguetes de alta tecnología, un sector hasta entonces poco explorado en Brasil. La empresa crece rápidamente en el negocio y se convierte en el representante exclusivo de Sega (por entonces uno de los líderes del mercado de videoconsolas y videojuegos) en el país. Su primer producto fue una pistola de infrarrojos, basado en la serie de anime Zillion, emitida por TV Globo en los años 80, que funcionaba como un paintball electrónico, ya que, además de la pistola, tenía un receptor que se colocaba en el cuerpo del jugador que respondía con sonido y luz cuando era alcanzado por un disparo fingido. Con posterioridad se lanzó un videojuego para la Sega Master System, también comercializado por Tectoy en Brasil. La empresa fue el fabricante exclusivo en Brasil de todas las consolas de Sega lanzadas en Occidente, desde la Sega Master System a la Sega Dreamcast. Aunque siguen fabricando juguetes (pistolas de agua, guitarras eléctricas de juguete, etc.), esos constituyen cada vez una parte menor de su negocio. En 1998, la empresa se orienta de forma exclusiva al mercado de los videojuegos.
Con Tectoy, Sega tenía una enorme ventaja frente a Nintendo en el mercado brasileño. Aunque existían incontables famiclones de la NES en Brasil, Nintendo no tuvo representantes oficiales hasta 1993. Debido a ello la Sega Master System tuvo gran éxito en el país, y la propia Tectoy hizo versiones de la consola exclusivas para el mercado brasileño. En la primera mitad de la década de 1990, Tectoy llegó a poseer el 80% del mercado brasileño de videojuegos.
Tectoy tradujo varios juegos al idioma portugués, como Phantasy Star (Sega Master System), Phantasy Star II, Phantasy Star III, Shining in the Darkness (Sega Mega Drive), y Riven (que también tenía dobladas las voces, Sega Saturn). Phantasy Star IV tuvo también una traducción, aunque realizada por fanes.
Además, varios juegos que sólo estaban disponibles para Sega Game Gear fueron convertidos a la Sega Master System, como Baku Baku Animal, Sonic Blast y Virtua Fighter Animation, entre otros.
También adaptó varios juegos y sustituyó algunos personajes con  licencias locales, de modo que Teddy Boy se transformó  en Geraldinho o Ghost House se convirtió en El Chapulín Colorado: El caso más conocido es el de los tres juegos de la serie Mónica y sus amigos, adaptaciones de los juegos de la serie Wonder Boy : Wonder Boy in Monster Land se convierte en Mônica no Castelo do Dragão (1991 uno de los grandes éxitos de la consola, donde vemos que Mónica extermina dragones a golpes de su conejito de peluche Sansón en lugar de usar una espada flamígera), Wonder Boy III en Turma da Mônica em O Resgate (1993) y, para la Sega Mega Drive, Wonder Boy in Monster World en Turma da Mônica na Terra dos Monstros (1994).
Tectoy también realizó desarrollos propios bajo licencia, como Street Fighter II (para Sega Master System 3 bajo licencia de Capcom), Duke Nukem 3D y Pica-Pau ( para Sega Mega Drive). Recientemente, la empresa desarrolló una versión del concurso televisivo Show do Milhão (similar a ¿Quiere ser millonario?) para la consola Sega Mega Drive.
Bajo el sello Tec Toy Multimedia, distribuyó, durante parte de la década de 1990, juegos para PC en el mercado brasileño, entre otros Blade Runner y StarCraft, además de juegos de Sega, como Daytona USA.
Incluso antes de que la Dreamcast fuera descatalogada y Sega dejara de producir consolas, Tectoy se dio cuenta de que su viejo socio estaba perdiendo cuota de mercado y decidió diversificarse  y ampliar sus línea de productos incluyendo otros productos electrónicos de consumo. Desde 2000, desarrolla y fabrica además de videojuegos otros productos tales como los dispositivos de karaoke, reproductores DVD y MP3. Además, la empresa es responsable, junto a su socio Level Up!,  del MMORPG Ragnarök Online, y de otros juegos  en línea en Brasil.  Cabe destacar que aún producen algunas de las antiguas consolas de Sega, especialmente las variantes de Master System y Mega Drive con docenas de juegos incluidos.
Además de los videojuegos, el juguete de más exitosos de Tectoy es Pense Bem el cual consiste en un dispositivo para hacer preguntas sobre diversos temas, como historia, geografía y matemáticas donde el dispositivo hace las veces de maestro que corrige las respuestas de los jugadores. Algunas versiones de  Pense Bem han incluido personajes famosos, como  Turma da Mônica, Sonic y el Pato Donald. Además de los libros, Pense Bem incluye 10 programas. Juegos temáticos Pense Bem  se incluyen en las nuevas consolas Super Mega Drive 3 y Master System 3 Collection.
En julio de 2005, creó la división Tectoy Mobile, destinada a distribuir videojuegos para móviles entre otras de  Sega Mobile, In-Fusio y Bandai. La empresa desarrolla también juegos propios, usando bajo licencia franquicias como Sonic, Indiana Jones y Double Dragon, mediante su división Tectoy Digital, situada en la ciudad de Campinas.
Una estrategia de la compañía ha sido apostar por la nostalgia por traer de vuelta las consolas que se vendieron en los años 80 y 90. En marzo de 2017, Tectoy lanzó el Atari Flashback 7, una versión del Atari 2600, con 101 juegos en la memoria pero sin soporte para insertar cartuchos de juegos. Además, para junio del mismo año, se planeó relanzar Mega Drive, con algunas características adicionales como una ranura para tarjetas microSD. A finales de 2015, Tectoy seguía vendiendo derivados de Master System plug and play. Para 2016, la empresa había vendido 8 millones de estos sistemas en Brasil.

## Videoconsolas
Las principales consolas lanzadas por Tectoy en Brasil son:
Zeebo (2009)

## Videojuegos

### Sega Master System
- 20 em 1
- Bonkers: Wax Up! (licencia de Disney Interactive)
- Castelo Rá-Tim-Bum
- Chapolim x Drácula: Um duelo assustador
- Férias Frustradas do Pica-Pau
- FIFA Soccer (licencia de Electronic Arts)
- Earthworm Jim (licencia de Playmates)
- Geraldinho
- Mônica no Castelo do Dragão
- Mortal Kombat 3 (licencia de Midway Games)
- Sapo Xulé: o Mestre do Kung Fu
- Sapo Xulé S.O.S. Lagoa Poluída
- Sapo Xulé vs. Os Invasores do Brejo
- Sítio do Pica-Pau Amarelo
- Sonic Blast (licencia de Sega)
- Street Fighter 2 (licencia de Capcom)
- Turma da Mônica em: O Resgate
- TV Colosso
- Virtua Fighter Animation (licencia de Sega)

### Sega Mega Drive
- Duke Nukem 3D
- Férias Frustradas do Pica-Pau
- Show do Milhão
- Show do Milhão Volume 2
- Turma da Mônica na Terra dos Monstros

### Celulares
- 5-3-3: São Paulo Futebol Clube
- Liga Tectoy das Américas
- Mind Match